# 遠藤盛俊
遠藤 盛俊（えんどう もりとし、寛文9年（1669年）または12年（1672年） - 享保19年7月23日（1734年8月21日））は、江戸時代中期の仙台藩の天文家である。始め小五郎衛久と名乗った。後に七左衛門と称し、黄赤、赤、一葉と号した。
仙台藩勘定方の江志知辰に天文暦道を学んだ後、幕府天文方の渋川春海の門人となり、正徳4年（1714年）に暦学伝授を受け仙台藩の天文方となった。渋川昔尹と父親の春海が相次いで亡くなったため、渋川家の秘伝書を預かった。弟子に入間川重恒（渋川敬也）、佐竹義根、戸板保佑らがいる。